# 영남에어
영남에어(영어: Yeongnam Air)는 부산광역시와 영남지방을 기반으로 했던 지역항공사이다. 설립자는 김종훈(회장)과 오병훈(대표이사)이다. 영남에어는 포커 100 항공기 1대를 이용해 운항을 시작하였으나, 2008년 12월 4일 지속적인 고유가와 환율상승으로 인한 재정난으로 최종 부도 처리되었다.
이후 전자부품 업체인 코디콤이 투자에 나서면서 사명을 퍼스트 항공으로 변경하였고, 이후 2009년 10월부터 운항을 재개하려 하였으나 사업 개시에 실패했다.
2009년 11월 2일 사업자 등록 말소로 최종 폐지되었다.

## 연혁
- 2006년 12월 : (주)영남에어 법인설립
- 2007년 1월 : 부산광역시 부산진구 양정동 본사 설립, 공채1기 채용
- 2007년 5월 : 1호기 도입계약 체결 (포커 100)
- 2007년 8월 : 자본금 증자(50억원) 및 부정기운항사업자 등록 신청
- 2007년 10월 23일 : 1호기(포커 100) 도입
- 2007년 11월 5일 : 부정기운송사업자 면허 취득
- 2008년 1월 : 부산광역시 부산진구 양정동 본사 확장 이전,
- 2008년 6월 17일 : 운항증명(AOC) 취득
- 2008년 7월 25일 : 부산-제주, 부산-김포, 대구-제주, 김포-제주 취항
- 2008년 8월 1일 : 부산-김포 운휴
- 2008년 12월 1일 : 김포-제주 운휴
- 2008년 12월 1일 ~ 2009년 1월 20일 : 사업변경신청(운휴) 《사유 : 자금유치 및 사업재조정 》[1]
- 2008년 12월 3일 : (주)영남에어 최종부도처리 《사유 : 어음처리》
- 2009년 4월 8일 : 운송사업자 면허 말소
- 2009년 6월 : 사명변경(퍼스트 항공)및 운항재개 추진.[2]
- 2009년 9월 21일 : 퍼스트항공(주) 도산 처분
- 2009년 11월 2일 : 사업자 등록 말소로 최종 폐지

## 역사
- 2007년 2월 싱가포르 Fokker-Service를 방문하여 항공기 부품 및 정비 계약에 대한 MOU를 체결했으며 이를 근거로 항공기 도입 계획을 수립하였고 2007년 5월 제1기 신입사원을 공개채용했으며, 2007년 10월 영남에어 1호기가 도입이 됐으며, 이어 2007년 11월 5일 부정기항공운송사업 면허를 취득하였다. 2008년 6월 17일 운항증명(AOC)를 취득하고 7월 25일 운항을 개시하였다.
- 부산,경남을 기반으로 출범한 항공사였기에 부산국제영화제후원 및 홍보모델 섭외 등 다양한 론칭행사를 하여 주목을 받았지만 정식취항이후 지속적인 고유가와 고환율, 40~50% 수준의 낮은 탑승률, 투자기반 부족과 외자유치 실패등 복합적인 원인으로 2008년 12월 4일 최종부도 처리되었다.

## 조직
- 대표이사
- 안전보안실
- 경영기획본부
  - 경영지원팀, 재경팀, 홍보팀, 전산팀
- 영업운송본부
  - 영업마케팅팀 - 예약발권센터
  - 여객운송지원팀, 여객운송팀,김포/부산/대구/제주공항지점
- 운항본부
  - 운항승무팀, 운항검열/훈련팀, 운항지원팀, 객실팀
- 정비본부
  - 정비지원팀, 정비팀, 품질보증팀
- 운항통제팀

현 전체조직 없음

## 과거 취항지
| 제주 \|\| align=center\|CJU \|\| align=center\|RKPC \|\| 제주    |      |
| 부산/김해 \|\| align=center\|PUS\|\|align=center\|RKPK \|\| 김해 | 허브 |
| 서울/김포 \|\| align=center\|GMP\|\|align=center\|RKSS \|\| 김포 |      |
| 대구 \|\| align=center\|TAE \|\| align=center\|RKTN \|\| 대구    |      |